# Osservatorio Farpoint
L'osservatorio Farpoint è un osservatorio astronomico situato presso la Mission Valley High School di Eskridge, non lontano da Auburn, a circa 50 km a sud ovest di Topeka in Kansas. È di proprietà e gestito dalla Northeast Kansas Amateur Astronomers' League (NEKAAL),
Nel 1999 gli astronomi dilettanti Gary Hug e Graham E. Bell hanno scoperto l'asteroide 23989 Farpoint, a cui è stato dato il nome dell'osservatorio
Ad aprile 2005 l'osservatorio è stato dotato di un nuovo strumento, un telescopio riflettore da 27 pollici finalizzato al tracciamento ed all'osservazione di asteroidi.
Ad ottobre 2018 l'osservatorio ha consentito di scoprire 131 asteroidi.